# Emma Corrin
Emma-Louise Corrin (n. 13 decembrie 1995, Royal Tunbridge Wells, Anglia, Regatul Unit) este o actriță britanică.
A interpretat-o pe prințesa Diana de Wales în cel de-al patrulea sezon al dramei istorice Netflix The Crown (2020), pentru care a câștigat un premiu Globul de Aur și a fost nominalizată la un premiu Primetime Emmy.

## Filmografie selectivă
- 2019: Grantchester – Esther Carter
- 2019: Pennyworth – Esme Winikus
- 2020: Misbehaviour – Jillian Jessup
- 2022: Ten Percent – Herself
- 2022: My Policeman – Marion Taylor
- 2022: Lady Chatterley's Lover – Lady Chatterley
- 2023: A Murder at the End of the World – Darby Hart
- 2023: Good Grief – Young Performance Artist
- 2024: Deadpool & Wolverine – Cassandra Nova
- 2024: Nosferatu – Anna Harding